# Herbert Böttger

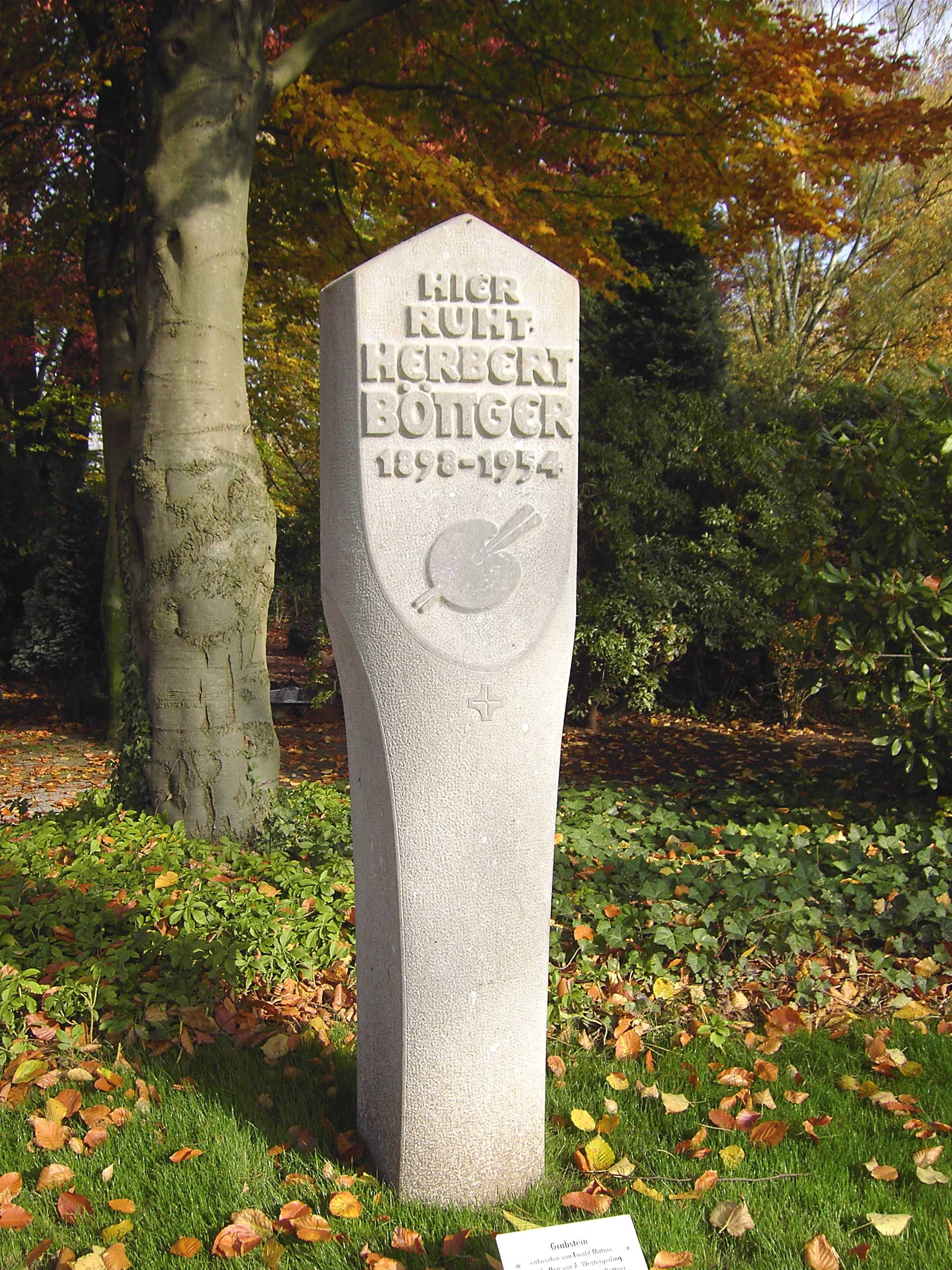
Grabmal Herbert Böttger, 1957, (Entwurf: Ewald Mataré, Ausführung: Adolf Westergerling) Friedhof Meerbusch-Büderich

Blumen im Tonkrug (1932); Öl auf Leinwand

Blumenstillleben mit Haselnüssen vor Fenster (1953); Öl auf Leinwand

Herbert Böttger (* 8. August 1898 in Krefeld; † 23. Mai 1954 in Büderich) war ein deutscher Maler. Er gilt neben Franz Radziwill als einer der bedeutendsten Vertreter des Magischen Realismus in Deutschland.
Von 1919 bis 1925 besuchte Böttger die Kunstakademie Düsseldorf und studierte bei Heinrich Nauen und Franz Kiederich. Es folgten Studienreisen nach Italien, in die Schweiz und nach Österreich.
1928 wurde er Mitglied der Rheinischen Sezession, zwei Jahre später trat er der Rheingruppe bei. Er wurde mit dem Preußischen Staatspreis geehrt, 1931 erhielt er den Albrecht-Dürer-Preis der Stadt Nürnberg.
1934 war er mit einem Blumenstück auf der Gemeinschaftsausstellung Deutscher Künstler in Düsseldorf vertreten, auf der Werke gezeigt wurden, die vordergründig dem nationalsozialistischen Kunstverständnis entsprachen.
Von 1939 bis 1944 hingen sieben Werke von ihm in der Großen Deutschen Kunstausstellung. Eines wurde von Joachim von Ribbentrop erworben.
Seine Bilder zeichnen sich durch altmeisterliche Komposition und fotorealistische Malweise aus, wirken aber durch ihren übersteigerten Realismus zugleich surreal. Man hat ihn dem sogenannten  Magischen Realismus zugeordnet.
1960 war er auf einer Ausstellung des Kunstvereins für die Rheinlande und Westfalen in der Düsseldorf Kunsthalle vertreten. Doch erst durch die Ausstellung „Herbert Böttger und die Malerei der Neuen Sachlichkeit“ im Kulturzentrum Sinsteden 1998 kam es zu einer Neu-Entdeckung des fast in Vergessenheit geratenen Werks.
Für sein Grab auf dem Friedhof in Meerbusch-Büderich gestaltete Ewald Mataré das Grabmal.